# Giuseppe Rapisarda
Giuseppe Rapisarda (Suiza, 6 de septiembre de 1985) es un futbolista suizo. Juega de defensa y su actual club es el FC Wohlen de la Challenge League de Suiza.

## Carrera
Giuseppe Rapisarda debutó en 2004 en el FC Zürich cuando tenía 18 años. Luego entró al FC Wohlen de Suiza, donde jugó 23 partidos y anotó 1 gol.

## Clubes
| Club       | País  | Año       |
| ---------- | ----- | --------- |
| FC Zürich  | Suiza | 2004-2006 |
| FC Wohlen  | Suiza | 2006-2007 |
| FC Aarau   | Suiza | 2007-2011 |
| FC Baden   | Suiza | 2011      |
| FC Chiasso | Suiza | 2012      |
| FC Wohlen  | Suiza | 2012-     |